# 探偵 神宮寺三郎 夢の終わりに
『探偵 神宮寺三郎 夢の終わりに』（たんていじんぐうじさぶろう ゆめのおわりに）は、1998年にデータイーストから発売されたゲームソフト。機種はPlayStation、セガサターン。
「探偵 神宮寺三郎シリーズ」の6作目にあたる。通常版は10周年記念特典としてドラマCDが付属された。
2018年12月13日には、本作の前日譚となる『ダイダロス:ジ・アウェイクニング・オブ・ゴールデンジャズ』が発売された。

## ゲーム内容

### システム
本作は神宮寺シリーズ共通のコマンド選択方式である。
本作は神宮寺、洋子、熊野、美貴視点のザッピングシステムを採用しているが、同時進行で時間が流れている。
セーブは節終了後に可能だが、一部ゲーム中でも可能な場面がある。節ごとにプレーヤーキャラを変更できるため立ち戻り、他のキャラでプレイすることもできる。また本作から「手帳」「推理モード（D-MODE）」「捜索モード（S-MODE）」「PASS WORD」などの新システムが登場しており、後のシリーズにも採用されている。「D-MODE」はわずかな情報から依頼人の全体像を推測するというモードであり、依頼人像の特定に至れば、通常の画面に戻る。
すべての音楽は従来の打ち込み等ではなく、ゲーム中のBGM細部に至るまで、ジャズコンボの生演奏を収録し採用するなどの製作者等のこだわりが見え、オリジナルサウンドトラック盤も発売されていた。
本作のオープニングデモ（神宮寺がアパートに駆け込む場面）の音声を逆回転すると、事件のキーワードが聞き取れる仕掛けが施された。
なお、おまけ要素として、「バーかすみ (カジノ・ミニゲーム) 」があり、チップの枚数が1000を超えると、サービスグラフィックが見られるイベントが発生する。

## あらすじ
神宮寺は近頃、ニューヨークで体験した事件の悪夢にうなされていた。
ある日、神宮寺は洋子の高校時代の友人、永田由香からストーカー調査の依頼を受ける。調査が終わり事件は無事に解決したと思われたが、その直後に由香は行方をくらます。
同じころ、世間では連続女性失踪事件が発生しており、新宿淀橋署警部の警部・熊野 参造は、新人刑事の野田 雅弘とともに捜査に当たる。まず二人は渋谷へ行くが、地道に聞き込みを行う熊野の姿勢に野田はうんざりしていた。有力な状況を得られず渋谷を去ろうと矢先、「被害者が不審な人物と一緒にいたのを見た」という情報を得る。その後、由香の妹・美貴からの通報を受けた熊野たちは由香の家へ駆けつけ、そこで神宮寺と会う。
翌日、神宮寺は由香の家にあった「PCD」と書かれたメモをもとに調査を進め、彼女の通っていた大学へと向い、そこで彼女に付きまとっていた川島と会うものの、まともに話ができる状況ではなかった。また、由香の研究仲間の大森ら化学の専門家にも相談したが、手掛かりを得られなかった。洋子と美貴も、このメモをもとに図書館で情報収集するも、手掛かりを得られなかった。一方、熊野らは聞き込みに出てきた不審人物が麻薬の売人だということを突き止める。本人には逃げられたとはいえ、彼の客である三浦を逮捕できたものの、なかなか供述に応じてくれず、翌日には拘置所で死亡してしまう。検死により、彼の服用していた麻薬「PCD」は短期間で服用をつづけないと禁断症状が出て死に至ることが判明した。このことはテレビで報じられ、洋子たちもそれを目にしていた。

## 登場人物

### レギュラー
神宮寺 三郎（じんぐうじ さぶろう）
声 - 岸野幸正
神宮寺探偵事務所所長。
御苑 洋子（みその ようこ）
声 - 大沢つむぎ
神宮寺探偵事務所ただ一人の助手。
熊野 参造（くまの さんぞう）
声 - 立木文彦
新宿淀橋署警部。

### その他の人物
永田 美貴
声 - 牧野芳奈
由香の妹で、予備校生。姉と2人暮らし。19歳
永田 由香
文永大学の大学院生で、洋子の高校時代の友人。今回の事件の依頼者。24歳。
野田 雅弘
声 - 室園丈裕
新人刑事。連続女性失踪事件を熊野とともに担当。25歳。
大森 京子
声 - 麻上洋子
文永大学理学部の助教授で、永田の指導教官を務めている。29歳　
石塚 圭吾
声 - 荒川太郎
警視。警視庁から派遣された一匹狼。42歳。
益田 美智子
由香の友人で、同じ文永大学大学院生。
川島 吾郎
デザイナーを夢見て上京。由香の大学に頻繁に現れる。

## 開発
本作は、初めて西山英一が総指揮を務めた作品であると同時に、寺田克也がグラフィック監修として大きく携わった作品でもあり、結果としてシリーズの転換点となった。
本作の体験版は2001年に発売された雑誌「ザ・プレイステーション」の付録として収録された。

### シナリオ
本作のメインシナリオは、『未完のルポ』で企画サポートを務めた稲葉洋敬が担当した。
執筆当時、稲葉はハードボイルドの雰囲気が人によって違うことに思い悩み、神宮寺のイメージを完全につかむまで時間がかかったが、熊野の人間臭さと自由度の高さによって救われたと2017年のファミ通とのインタビューの中で振り返っている。
本作の完成直前、稲葉はある男性キャラクターの言動が嘘っぽいと感じ、このまま製品化されたら絶対によくないことが起きるという確信を抱いていた。
当時新人だった稲葉は修正案を出しても却下されると考え、他のスタッフが帰った隙を見て、性格や行動の部分からすべて一人で書き直した。
稲葉は「もしそれで怒られたらデータを戻せばよいと考えていたが、問題なかった。その世界の住人らしさを入れ込むことができて、すごく良い結果になった」と述べ、「少しでもおかしな奴が出てくると違和感が出ることを新人なりに分かった瞬間だった」とも振り返っている。

## 発売
元々本作はPlaySationとセガサターンの同時発売を念頭に開発されてきた。
ところが、麻薬に関する描写（例：麻薬を打たれた川島がフラフラになる）がセガの倫理規程に抵触することが判明したため、「18歳以上推奨」区分で発売することになった。一方、PlayStatio版ではパッケージへの注意喚起が求められなかったため、ユーザの混乱を懸念したデータイーストは、PlayStation版とセガサターン版を異なる時期に発売する判断を下した。
一方、セガの広報企画室の梅村宗宏は雑誌『SATURN FAN』とのインタビューに対し、現実世界における中高生の薬物乱用問題を引き合いに、麻薬などの違法なものを低年齢層のユーザに教える必要はないという判断から、「18歳以上推奨」区分にしたと答えている。
これについて、『SATURN FAN』は日本国内のゲームソフトで麻薬描写が問題視された初めての例であると同時に、暴力や性表現以外で初めて「18歳以上推奨」区分がつけられた稀有な例だとしている。

## 他機種版
| No. | 発売日         | 対応機種                                                  | タイトル                     | 開発元         | 発売元       | メディア     | 型式 | 売上本数 | 備考 |
| --- | -------------- | --------------------------------------------------------- | ---------------------------- | -------------- | ------------ | ------------ | ---- | -------- | ---- |
| 1   | 2007年10月24日 | PlayStation 3 PlayStation Portable （ゲームアーカイブス） | 探偵 神宮寺三郎 夢の終わりに | データイースト | ワークジャム | ダウンロード | -    | -        | -    |

## 音楽

### 主題歌
エンディングテーマ「真昼の三日月」
- 作詞：小林夏海、作曲・編曲：浜田'atomic'誠一、歌：喜也 (KIYA) 
演奏：浜田'atomic'誠一（ベース）、吉田'maro'博昭（ギター）、中道勝彦（キーボード）、中野美砂子（コーラス）、小池修（ソプラノサックス）

### サウンドトラック
- 『探偵 神宮寺三郎 夢の終わりに』 1998年 廃盤 
初回版と通常版があるが、現在はどちらも入手困難となっている。

## スタッフ
- キャラクターデザイン、原画、監修：寺田克也
- キャラクターデザイン、原画：高橋光
- オープニングムービー監督：佐藤嗣麻子
- 動画：光岡成一
- 企画 
  - ディレクター：西山英一
  - シナリオ：稲葉洋敬
  - システム：内村友紀、金明鎬
- グラフィック 
  - グラフィックディレクター：佐藤太亮
  - チェイスムービー：石川浩一
  - キャラクター表情、キャラクター加工：瀬田一徳
  - 演出ムービー、キャラクター加工：坂本栄美
  - 背景、謎の事件簿：三好志保
  - 調査ムービー、キャラクター加工：田口智之
  - 背景：槇玲子
  - キャラクター加工：須田郁子
  - フォント：沢尻康子
- プログラム
  - メインゲーム：塩野祐一、海老沢俊之、澤井雄一
  - サブゲーム：斎藤仁
  - 久米利治
  - 松本洋史
- サウンド 
  - サウンド・ディレクター：浜田'atomic'誠一　
  - 作曲、編曲：浜田'atomic'誠一、佐藤'tom'共良
  - 効果：岩崎'是政'正明
  - ベース：浜田'atomic'誠一
  - ギター：佐藤'tom'共良
  - キーボード ：中道勝彦
  - テナーサックス ：正富一成
  - テナーサックス：菅原和輝
  - 音楽編集：浜田'atomic'誠一、佐藤'tom'共良
  - 音声編集：岩崎'是政'正明
  - 音楽収録：迫泓文（パワーハウススタジオ）
  - 音声収録：㈱キュー・テック
  - キャスティングコーディネート：㈲ラドン'86
  - 音声ディレクター：荒木潤子

- プロデューサー：西山英一 [1]
- エグゼクティブ・プロデューサー：福田哲夫

## 評価
PlayStation版
ゲーム誌『ファミ通』のクロスレビューでは合計32点（満40点）でゴールド殿堂入りを獲得している。 
セガサターン版
ゲーム誌『ファミ通』のクロスレビューでは合計31点（満40点）でシルバー殿堂入りを獲得している。

## 関連商品
攻略本
- 『探偵 神宮寺三郎 夢の終わりに 完全ガイドブック』 1998年
- 『探偵 神宮寺三郎 夢の終わりに 全記録』 1998年
- 『10周年記念本 探偵 神宮寺三郎 夢の終わりに 完全ビジュアル攻略本』 1998年